# Hokuspokus
Hokuspokus, auch Hocus pocus fidibus, ist ein Zauberspruch, dessen lateinisch klingende Worte keine konkrete Bedeutung haben. Der Ausdruck ist seit dem 17. Jahrhundert belegt.

## Die ältesten Belege und das BuchHocus pocus iunior
Seit dem 17. Jahrhundert (erstmals 1624) ist die Zauberformel (zunächst in England) als „hocas pocas“ und „hocus pocus“ belegt. Sie bezeichnet zunächst die Person des Taschenspielers, aber auch die Taschenspielertricks. Nicht nur im Englischen gab es neben der Schreibung Hocus Pocus andere Varianten: Im Deutschen ist beispielsweise auch die Form „Okes Bockes“ belegt.
In der Zeit des Königs Jakob soll sich ein Zauberer „The Kings Majesties most excellent Hocus Pocus“ genannt und den Zauberspruch „Hocus pocus, tontus talontus, vade celeriter jubeo.“ verwendet haben. So heißt es bei Thomas Ady in A Candle in the Dark (1655, Exemplar in der Bayerischen Staatsbibliothek München): „I will speak of one man […] that went about in King James his time […] who called himself, The Kings Majesties most excellent Hocus Pocus, and so was he called, because that at the playing of every Trick, he used to say, Hocus pocus, tontus talontus, vade celeriter jubeo, a dark composure of words, to blinde the eyes of the beholders, to make his Trick pass the more currantly without discovery, because when the eye and the ear of the beholder are both earnestly busied, the Trick is not so easily discovered, nor the Imposture discerned.“
1634 erschien in London das Buch Hocus Pocus Iunior. The anatomie of Legerdemain. Es ist das erste illustrierte Buch, das sich ausschließlich mit Zaubertricks befasst, und war so erfolgreich, dass es zahlreiche Auflagen und Überarbeitungen erlebte. Durch seine Verbreitung trug es vermutlich auch zur Vereinheitlichung der Schreibung Hocus Pocus mit -us bei.
Dieses Buch wurde 1667 von Elias Piluland ins Deutsche übersetzt, unter dem Titel Hocus Pocus oder Taschen-Spieler, darin die Kunst auß der Taschen zu spielen gar deutlich beschrieben wird; auch mit schönen Figuren erklärt, daß ein Unwissender hierauß nach weniger Übung dieselbe Kunst völlig erlernen könne.

## Etymologische Theorien
Die Abstammung und die Herkunft des Begriffs Hokuspokus sind nicht bekannt. Es gibt jedoch mehrere Theorien dazu.

### Hoc est (enim) corpus meum
Eine Theorie sieht einen Zusammenhang mit der heiligen Messe in der katholischen Kirche. Der Priester spricht dabei während der Wandlung im Rahmen des Einsetzungsberichtes die Worte: Hoc est enim corpus meum, „Das ist mein Leib“. Gemeint ist der Leib Christi. Menschen, die kein Latein verstanden, hörten unter Umständen nur so etwas wie Hokuspokus.
Erstmals erwähnt wird diese Hypothese 1684 mit einer antikatholischen Stoßrichtung, um die katholische Liturgie in Zusammenhang mit Zaubertricks zu bringen. In einer Streitschrift John Tillotsons, des Erzbischofs von Canterbury, gegen die Transsubstantiation heißt es: „And in all probability those common juggling words of hocus pocus are nothing else but a corruption of hoc est corpus, by way of ridiculous imitation of the priests of the Church of Rome in their trick of transsubstantiation.“

### Hax, pax, max, deus adimax
Das etymologische Wörterbuch von Wolfgang Pfeifer beschreibt gemäß dem Werk von Friedrich Kluge einen vermutlichen Zusammenhang mit einer anderen Zauberformel, die möglicherweise seit dem 14. Jahrhundert genutzt wurde und für 1563 belegt ist: „Hax, pax, max, deus adimax.“

## Trivia
- Das pseudolateinische „hocus“ im Englischen ist wahrscheinlich auch der Ursprung des Wortes „hoax“ (Ulk, Schabernack oder Scherz), das ab dem Ende des 18. Jahrhunderts belegt ist.[10]
- Auf Deutsch erschien (unter anderem) etwa 1675 die Schrift Machiavellischer Hocus Pocus Oder Statistisches Taschen-Gauckel- und Narren-Spiel von dem Jean-Potagischen Tausend-Künstler, Mons. Courtisan.
- Johann Wolfgang von Goethe nutzte den Begriff Hockuspockus für einen Ritus, nämlich eine Kerzenweihe in der Sixtinischen Kapelle.[3]

- Der vor allem in Schweden und Dänemark gebrauchte Ausdruck „hocus pocus filiocus“ bezieht sich nicht auf den Sohn (lat. filius) Gottes, sondern den Sohn des Taschenspielers.